# Gnathia trilobata
Gnathia trilobata är en kräftdjursart som beskrevs av Schultz 1966. Gnathia trilobata ingår i släktet Gnathia och familjen Gnathiidae. Inga underarter finns listade i Catalogue of Life.